# Mimosema flexa
Mimosema flexa là một loài bướm đêm trong họ Geometridae.